# NGC 4604
NGC 4604 est une galaxie irrégulière de type magellanique située dans la constellation de la Vierge. Sa vitesse par rapport au fond diffus cosmologique est de 3 002 ± 25 km/s, ce qui correspond à une distance de Hubble de 44,3 ± 3,1 Mpc (∼144 millions d'al). NGC 4604 a été découverte par l'astronome américain Christian Peters en 1883.
La classe de luminosité de NGC 4604 est V-VI et elle présente une large raie HI.
Note : selon le professeur Seligman, NGC 4604 et NGC 4602 sont une seule et même galaxie.